# Отчётный период
Отчётный период — промежуток времени по бухгалтерскому учёту, который включает происходившие на его протяжении или относящиеся к нему факты хозяйственной деятельности, отражаемые экономическим субъектом в бухгалтерском учёте и бухгалтерской отчётности.
Наиболее распространёнными являются квартальные и годовые периоды отчётности:
- Квартальная отчётность формируется за период времени, возникающий каждый квартал (3 месяца) в году. Компания публикует сведения о своих финансовых показателях за прошедший квартал.
- Годовая отчётность формируется за период времени, возникающий каждый год. Компании публикуют сведения о своих финансовых показателях за прошедший год.

Финансовые показатели компании представляют собой числа выраженные в различных денежных единицах.
Обычно финансовый годовой отчётный период совпадает с календарным. В России финансовый год начинается 1 января и завершается 31 декабря. В некоторых странах финансовый год может отличаться от календарного. Например, в США финансовый год — с 1 октября по 30 сентября. В  Японии с 1 апреля по 31 марта.
Под датой представления бухгалтерской отчётности России может пониматься:
- дата передачи бухгалтерской отчётности учредителям, участникам, участникам юридического лица в соответствии с учредительными документами;
- дата передачи бухгалтерской отчётности территориальным органам статистики по месту регистрации экономического субъекта;
- дата передачи бухгалтерской отчётности в другие адреса в соответствии с законодательством Российской Федерации;
- дата опубликования бухгалтерской отчётности.